# Pracze Odrzańskie

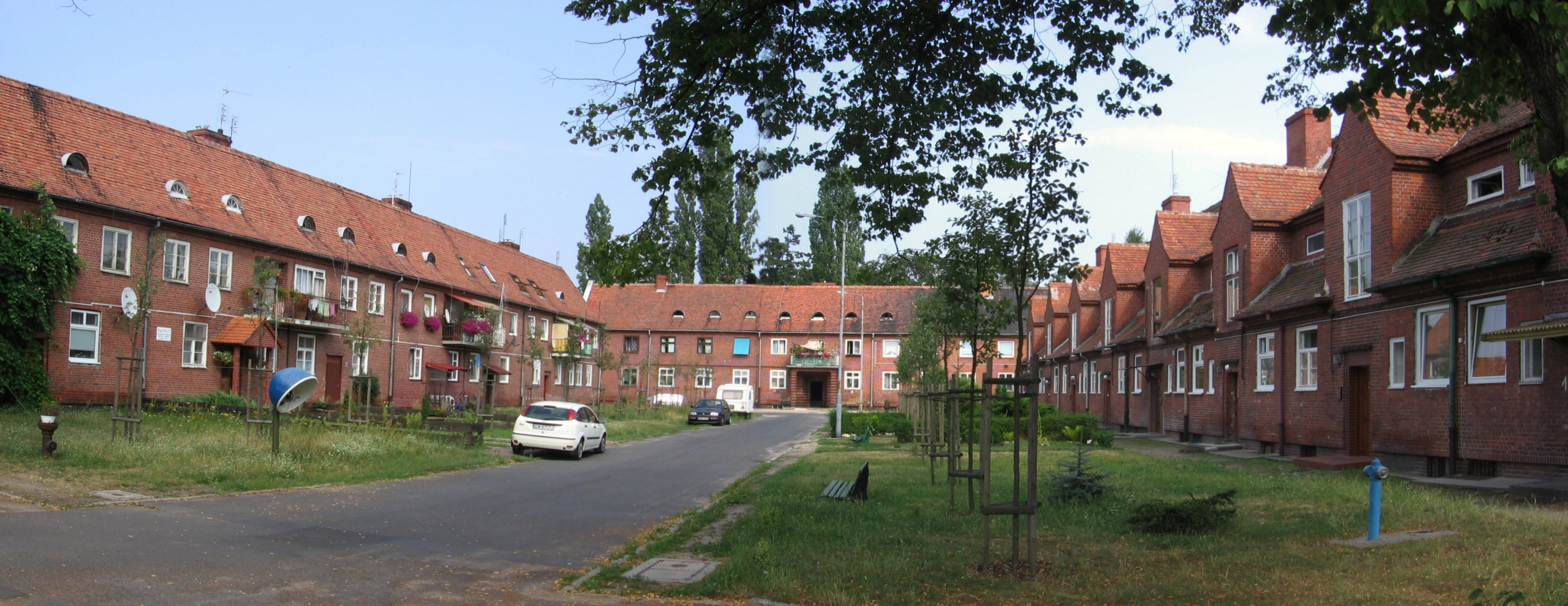
domy przy ul. Piwowarskiej

Pracze Odrzańskie (niem. Herrnprotsch) – osiedle administracyjne Wrocławia utworzone na terenie byłej dzielnicy Fabryczna. Położone w północno-zachodniej części miasta, w rejonie ujścia Bystrzycy do Odry. W granicach miasta od 1928.

## Nazwa
Pierwsza wzmianka o miejscowości w formie Protsch pochodzi z dokumentu z 1318 roku, w którym książę Henryk, pan na Wrocławiu, poświadczył, iż bracia Konrad, Henryk, Tyczko i Jeszlin von Rydeburg sprzedali wieś braciom Albertowi i Arnoldowi von Pak. Nazwa była później notowana także w formach Pratsch (1321), Pratsch (1327), Pracz (1330), Pracz (1351), Protsch prope Lesnam (1353), Procz (1360), Proitsch prope Lesnam (1425), Prache (1425), Protsch bey der Lesse (1451), Protsch an der Oder (1491), Proitsch (1552), Protsch (1666-67), Protsch an der Oder (1743), Herrenprotsch (1794), Protsch an der Oder (1795), Herrnprotsch auch Protsch an der Oder (1830), Herrnprotsch – Pracze Odrzańskie, -y -ich, pracki (1948).
Nazwa pochodzi prawdopodobnie od wyrazu pospolitego pracz ‘ten, co pierze bieliznę’ i ma związek ze służebnym charakterem wsi, której mieszkańcy zajmowali się w średniowieczu praniem odzieży pochodzącej z pobliskiego dworu w Leśnicy. Pierwotna nazwa Pracze została zniemczona jako Pratsch. Od XVIII wieku występowała w postaci Herrnprotsch. Człon Herrn- wziął się od niemieckiego słowa Herr, czyli ‘pan, właściciel’. 
W 1945 roku po objęciu miasta przez polską administrację dokonano błędnej rekonstrukcji nazwy i stąd początkowo osiedle nosiło nazwę Bródź. W 1947 roku zmieniono nazwę na Pracze, dodając zarazem człon odróżniający Odrzańskie. Wskutek tego błędu również główną ulicę prowadzącą do osiedla nazwano Brodzką, lecz nazwa ta utrzymana została do dziś.

## Historia
Parafia w Praczach została ustanowiona w 1383 roku przez biskupa wrocławskiego Wacława II Legnickiego. Fundatorem pierwszego kościoła w osadzie (najprawdopodobniej pw. św. Marcina) był ówczesny właściciel wsi – Ulrich von Pak.
W połowie XVI wieku wieś stała się własnością Szpitala Wszystkich Świętych. W końcu XVII wieku był tu dwór, dwa budynki szkolne i karczma, a liczba mieszkańców wynosiła 179. 
W 1760 w Praczach urodził się wrocławski wynalazca Karl Heinrich Klingert. Od 1874 istnieje stacja kolejowa na linii do Głogowa. 
Wg spisu ludności z 1900 roku, Pracze stanowiły w okolicach Wrocławia ostatnią zwartą enklawę, której ludność posługiwała się językiem polskim. Wieś włączono w granice miasta Wrocławia w roku 1928. 
W latach 1945–47 osiedle z powodu pomyłki nosiło nazwę Bródź, później powrócono do historycznej nazwy Pracze dodając przymiotnik Odrzańskie dla odróżnienia od Praczy Widawskich.
Obecnie zabytkowy kampus na Praczach Odrzańskich jest siedzibą PORT Polskiego Ośrodka Rozwoju Technologii sp. z o.o. – centrum badawczo-rozwojowego, które od kwietnia 2017 r. jest własnością Ministerstwa Nauki i Szkolnictwa Wyższego.

## Zabytki
Do wojewódzkiego rejestru zabytków wpisane są:
- kościół ewangelicki, obecnie rzym.-kat. pw. św. Anny, szachulcowy, ul. Brodzka 163, XVI–XVII w.; w 1550 r. nowy właściciel wsi podejmuje decyzję budowie nowej świątyni z przeznaczeniem na kościół ewangelicko-luterański. W 1558 r. patronat nad kościołem przejmuje Magistrat Miejski. Podczas wojny trzydziestoletniej (1618–1648) w Praczach doszło do starcia wojsk szwedzkich z austriackimi, a kościół został spalony (1643). Odbudowano go w latach 1644–1648 częściowo dzięki składkom cechów wrocławskich, ale głównym fundatorem nowego, istniejącego do dziś, kościoła o konstrukcji szachulcowej był Hans Culmann. Wnętrze urządzono w stylu barokowym, część wystroju przetrwała do dziś, m.in. ambona i chrzcielnica z 1631. W 1654 r. cesarska komisja rewindykacyjna zamknęła kościół, otwarty znów w 1666 r. W 1708 r. kościół powrócił w posiadanie gminy protestanckiej, która przeprowadza remont. Kolejny raz świątynia była remontowana pod koniec XIX w., a gruntownie w latach 1912–1913. Wstawiono wówczas organy z firmy Engera, przetrwałe do dziś. Do katolików kościół powrócił po II wojnie światowej w 1945 r. W trzy lata później stał się kościołem parafialnym pw. św. Anny. Prace remontowe przeprowadzono w latach 1963–1970, 1994. Od 2001 roku kościół przechodzi kapitalny remont. Odremontowano także plebanię
- plebania ewangelicka, obecnie rzym.-kat., szachulcowa, ul. Brodzka 163, z 1626 r., 1648 r.; posiada oryginalne z 1626 r.: stolarkę okienną, schody, zdobione malowanymi ornamentami roślinnymi belki stropowe oraz szyby, a także unikalną toaletę w specjalnej piętrowej przybudówce. Zachowała się też gotycka piwnica ze starszego budynku.
- zespół szpitalny, niegdyś zespół szkół rolniczych, ul. Stabłowicka 147, z l. 1900–1913: budynek administracyjno-socjalny, sześć pawilonów leczniczych, willa lekarza, dwa domy mieszkalne dla personelu, lodownia, dom ogrodnika, lodownia, budynek gospodarczy, stajnia i remiza, kostnica, gołębnik, wieża ciśnień, park.

## Komunikacja miejska
Pracze połączone są z innymi osiedlami liniami autobusowymi.